# 胡兆军
胡兆军（1981年3月1日—），是中国足球运动员，司职中场，曾经入选中国国家队。

## 球员生涯

### 俱乐部
胡兆军小学时被大连甘井子区体校教练发掘，青年时大连毅腾出道。1999年加盟大连实德，当赛季出场6次。2001赛季，他逐渐成为球队主力并被视为大连队的核心球员。他的远射和精准的任意球经常帮助球队得分。
2006年6月28日，大连实德队宣布处于胡兆军队内停赛、停薪、停训的“三停”处罚，但没有宣布处罚的原因。直到2007赛季，胡兆军才重新回归球队。
2008赛季结束后，大连队开始年轻化行动，作为球队副队长的胡兆军被挂牌。有报导称胡兆军可能会加盟北京国安，但因其身价过高，北京国安宣布放弃。胡兆军只能到恩师沈祥福带领的广州医药训练。大连队给他开出了400万的身价，这和广州医药的心理价位差距很大，双方谈判破裂。最终胡兆军被球队撤牌，回归大连队，但在新赛季没有进入大连队18人名单内。2009年5月，广州医药宣布租借胡兆军到赛季末，租借费为15万元，胡兆军时隔半年后重返中超赛场。胡兆军在2009赛季出场13次。2010年广州队宣布续租胡兆军一年。在2010赛季中，胡兆军主要担任球队的替补。他在9月18日和延边队的比赛中打进一球，这是他加盟广州队的首个进球。
2011年1月，和大连实德合同到期的胡兆军免费转会加盟广州恒大。但由于广州队在重返中超后，球队一系列大手笔使得胡兆军并不能确保上场机会，在3月23日即转会窗口关闭的最后一天，中甲升班马大连阿尔滨与广州恒大达成一致，胡兆军正式加盟大连阿尔滨。胡兆军在2011赛季以主力球员的身份帮助大连阿尔滨获得联赛冠军，并升级到中超联赛。2012赛季，胡兆军是球队的主要替补球员。
2013年2月18日，胡兆军加盟中甲球队北京八喜。2014年2月，他转会至家乡球队大连超越，并作为球队中场核心出战。2017年联赛结束后，胡兆军一度计划退役并加入沈祥福的国少队教练组，但最终他还是决定继续球员职业生涯。因为家庭原因，他于2018年夏季离开大连超越，回到了曾培养他的浙江毅腾。2018年底，胡兆军正式退役，成为浙江毅腾的执行教练。

### 国家队
胡兆军曾是中国国青队、中国国奥队的主力球员，曾经代表国青队参加2001年世青赛。他第一次代表中国国家队出场是在2002年12月7日巴林四国邀请赛中国3比1击败叙利亚队的比赛。至今为止胡兆军共为中国国家队出场6次。

## 执教生涯
在大连超越效力时，胡兆军曾开办了一个足球培训营。退役后，胡兆军作为浙江毅腾的执行教练帮助球队过渡到新赛季中乙联赛。浙江毅腾新教练上任后，他曾计划重回沈祥福的教练组，但因2019冠状病毒病疫情爆发未果。2020年7月，他加入湖北星辉U16梯队，成为助理教练。2022年8月，胡兆军加入中国U17教练组，任训练员。2023年2月，他进入大连智行U17教练组，任助理教练，他的儿子也是该队球员。

## 荣誉
- 中国足球超级联赛冠军：2005
- 中国足球甲A联赛冠军：2000，2001，2002
- 中国足球甲级联赛冠军：2010，2011
- 中国足协杯冠军：2001，2005
- 中国超霸杯冠军：2001，2003